# Nord-Sud

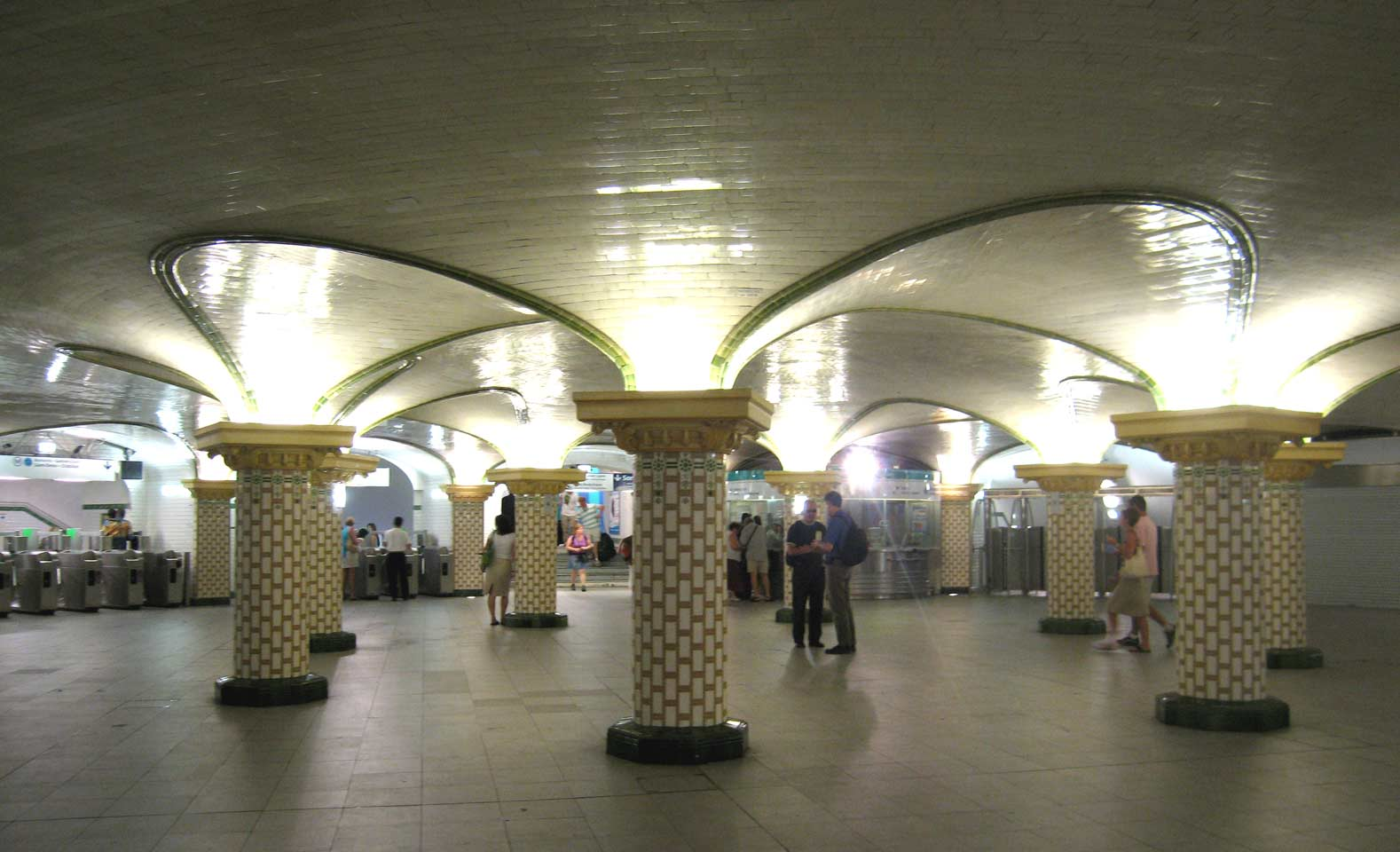
De voor de Nord-Sud gebouwde ronde entreehal van het station Saint-Lazare

De Nord-Sud (Voluit: Société du chemin de fer électrique souterrain Nord-Sud de Paris (Elektrische ondergrondse spoorwegmaatschappij Noord-Zuid Parijs)) was een maatschappij die in Parijs verantwoordelijk was voor de aanleg en exploitatie van enkele metrolijnen. De maatschappij werd opgericht in 1901, en werd in 1929 overgenomen door de CMP die in 1948 de basis vormde van de huidige RATP. De lijnen van de Nord-Sud zijn tegenwoordig in gebruik als de lijnen 12 en 13 van de Metro van Parijs.

## Geschiedenis

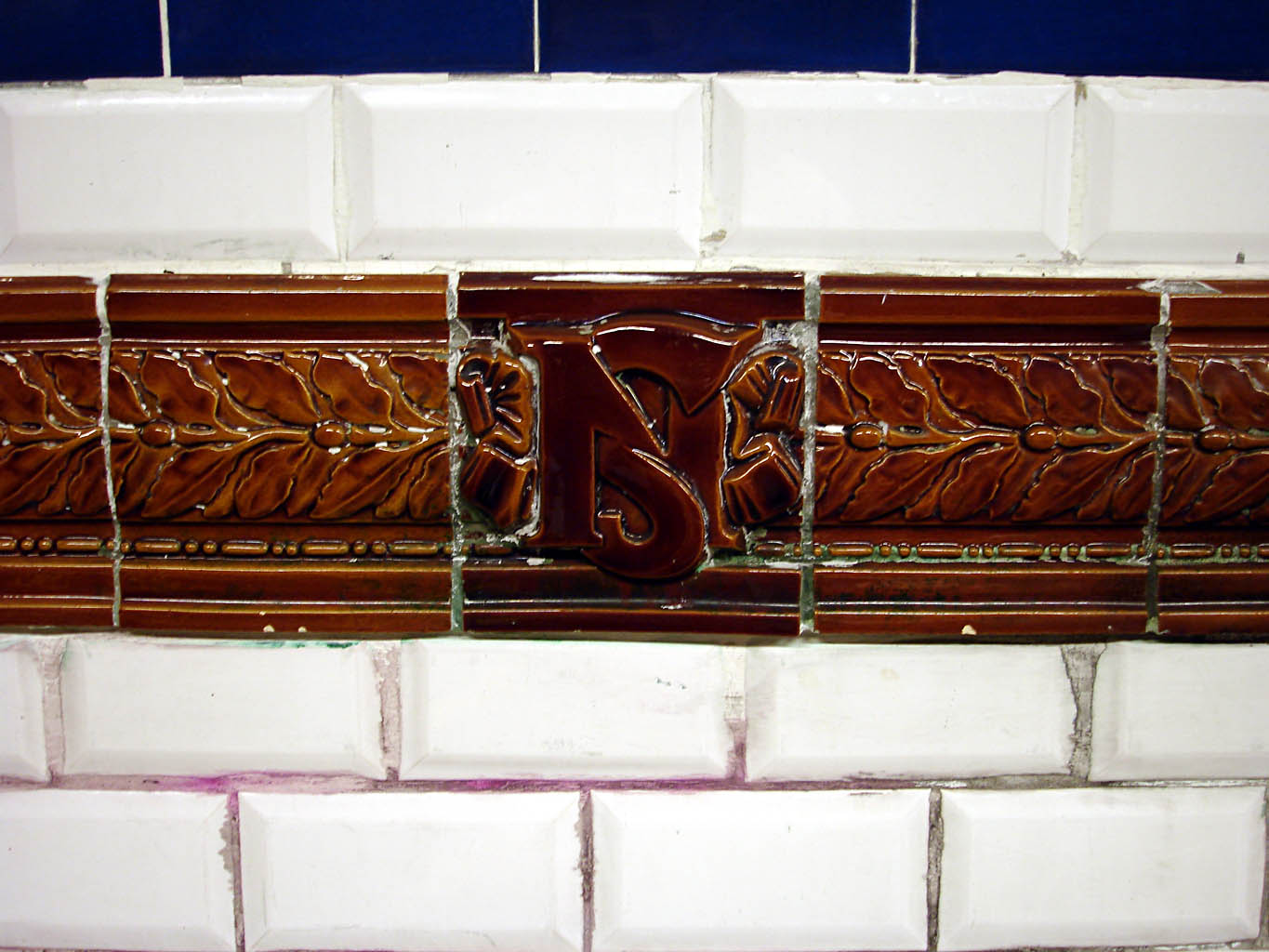
Het NS-logo is verwerkt in het tegelwerk in het groen op overstap- en eindstations en in het bruin op haltes, zoals hier op het station Liège.

De Nord-Sud was het idee van de oorspronkelijk uit Lyon afkomstige ingenieur Jean-Baptiste Berlier. Deze wilde een zeer diep gelegen metrolijn aanleggen tussen Montparnasse en Montmartre via het Saint-Lazare en het Gare d'Orsay, via twee parallel gelegen tunnels die uit metalen ringen zouden bestaan, vergelijkbaar met de boortunnels van de metro van Londen. Het voordeel hiervan zou zijn dat er directe routes genomen konden worden, zonder rekening te houden met het stratenpatroon. De gemeente Parijs vond het een interessante gedachte, en verleende Berlier en zijn financier Xavier Janicot op 28 december 1901 een concessie. De aanleg van de lijnen en de aanschaf van het materieel zouden privaat worden gefinancierd, dit in tegenstelling tot de lijnen van de CMP waarvan de infrastructuur geheel door de stad Parijs betaald was.
In de concessie waren drie voorgestelde trajecten opgenomen:
- Lijn A zou een verbinding vormen tussen Montmartre en Montparnasse, als een tweede Noord-Zuidlijn naast de toen al in aanleg zijnde lijn 4 van de CMP.
- Lijn B zou het noordwesten van de stad bedienen met verbindingen van de Porte de Clichy en de Porte de Saint-Ouen naar station Saint-Lazare.
- Lijn C zou in het zuidwesten van de stad het station Montparnasse met de Porte de Vanves verbinden.

## Bouw
Het bleek al snel dat de ondergrond in Parijs heel anders is dan die in Londen, waardoor de bouw van een diepliggende metro zoals in Londen op dat ogenblik niet tot de mogelijkheden behoorde. De lijnen werden daarom grotendeels boven het grondwaterniveau aangelegd, direct onder de straat. Het volgen van het stratenpatroon zorgde voor een kronkelig lijnbeeld, met als gevolg dat gradering en profiel vergelijkbaar werden met die van de lijnen van de CMP.
De aanleg verliep in eerste instantie snel; het eerste deel van lijn A tussen Porte de Versailles en Notre Dame de Lorette werd op 5 november 1910 geopend, ondanks een vertraging als gevolg van de overstroming van Parijs in 1910. Lijn B startte op 26 februari 1911 van Saint-Lazare naar de Porte de Saint-Ouen. Qua techniek leek het netwerk erg op dat van het concurrerende netwerk van de CMP, maar de stations waren veel luxueuzer afgewerkt. De stationsnamen werden in geglazuurde betegeling uitgevoerd, in plaats van de emaille platen van de CMP, en ook de richtingnamen staan in tegelwerk boven de tunnelingangen aangegeven. Het rollend materieel was van Sprague-Thomson, en was geheel van metaal. De vier elektromotoren van het voorste motorrijtuig werden gevoed via een bovenleiding; de vier elektromotoren van het achterste motorrijtuig kregen stroom via een derde rail.
Het deel van lijn A van Notre Dame de Lorette naar Pigalle werd op 9 april 1911 geopend, de sectie La Fourche - Porte de Clichy van lijn B op 20 januari 1912, en het deel van Pigalle naar Jules Joffrin op 30 oktober 1912. Door de Eerste Wereldoorlog liep de voltooiing van het traject tot de Porte de la Chapelle vertraging op; dit deel werd tijdens de oorlog geopend, op 23 augustus 1916.
Ttijdens de jaren twintig werden voorbereidingen getroffen voor de aanleg van lijn C, van Montparnasse naar de Porte de Vanves maar de enorme bouwkosten deden het bedrijf de das om, en de Nord-Sud werd op 1 januari 1931 overgenomen door haar concurrent de CMP.

De lijnen werden geïntegreerd in het netwerk van de CMP; lijn A werd lijn 12 van de CMP, lijn B lijn 13. Toen lijn C werd afgebouwd kreeg deze de benaming lijn 14, met als eindhalte Invalides. Nadat in 1976 lijn 13 via een nieuwe tunnel van Saint-Lazare doorgetrokken werd naar Invalides kwam deze naam te vervallen.
- Library of Congress Control Number: n2013057014
- Système universitaire de documentation: 169338371
- Virtual International Authority File: 124616471